# Le Bouchage (Isère)
Le Bouchage è un comune francese di 598 abitanti situato nel dipartimento dell'Isère della regione dell'Alvernia-Rodano-Alpi.

## Società

### Evoluzione demografica
Abitanti censiti